# 徐濬
徐濬（1530年—？），字哲甫，廣西柳州衛官籍直隸合肥縣人，明朝政治人物。

## 生平
馬平縣學生。廣西鄉試第三十三名舉人。嘉靖三十八年（1559年）中式己未科會試第二百五十五名，三甲第一百二十八名進士。

## 家族
曾祖徐倫；祖父徐鉞；父徐松，母楊氏。具庆下。兄徐澄。